# Cristóbal Acosta
Cristóbal Acosta (¿Tánger?, c. 1515/1525-Huelva, c. 1594) fue un médico, botánico y naturalista de posible origen judío y nacido en algún lugar de la costa africana bajo soberanía portuguesa, posiblemente Tánger, Ceuta o Cabo Verde: Posteriormente se afincó en la Corona de Castilla, considerado pionero en el estudio de las plantas orientales, en especial para su uso en farmacología. Con su colega el boticario Tomé Pires (1465?–1524 o 1540) y con Garcia de Orta (1490 o 1501 o 1502-1568 o 1568), fueron los mayores exponentes de la medicina indo-portuguesa.

## Vida y obra
Entre sus obras destaca Tractado de las drogas y medicinas de las Indias Orientales con sus plantas debuxadas al biuo...; en el qual se verifica mucho de lo que escriuio el Doctor Garcia de Orta, en Burgos, por Martín de Victoria, 1578, que contiene observaciones sobre las drogas orientales (entre otras, menciona el bangue, una mezcla hecha a partir del cannabis.) Otra obra de importancia es Tractado de la yerbas, plantas, frutas y animales, tratado que se cree perdido. También publicó un Tratado en loor de las mugeres, y de la Castidad, Onestidad, Constancia, Silencio, y Iusticia, con otras muchas particularidades, y varias Historias, en Venecia,  por Giacomo Cornetti, 1592.

Cristóbal Acosta viajó a las Indias orientales por vez primera en 1550 en calidad de soldado. Participó en campañas contra la población nativa y fue capturado y hecho prisionero en Bengala. Tras su regreso a Portugal, volvió a unirse a su antiguo capitán, Luiz de Ataide, al que se había nombrado virrey de la India. Regresó a Goa en 1568. En 1569 fue nombrado médico del Hospital Real de Cochín. En 1571, había recogido especímenes botánicos de varias zonas de la India. Volvió a Portugal en 1572 tras concluir el virreinato de Ataide.
Entre 1576 y 1587 fue médico y cirujano en Burgos. A la muerte de su esposa, se retiró a vivir, como ermitaño, en una ermita donde permaneció hasta su muerte.

## Eponimia
- En el año 1976, se decidió en su honor llamarle «Acosta» a un cráter de impacto lunar.[3]

## Galería

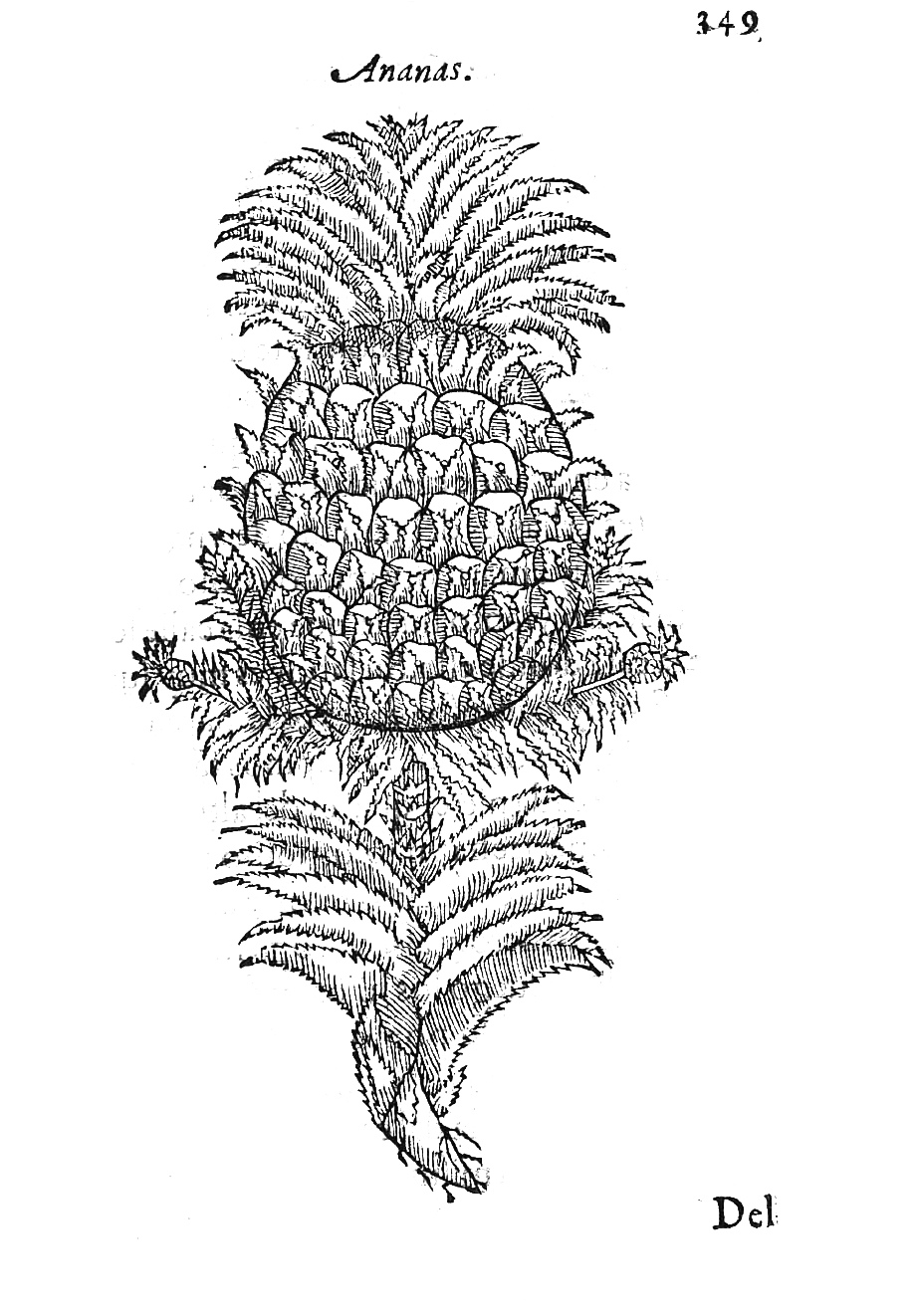
Ilustración de Tractado de las drogas, y medicinas de las Indias orientales, Burgos 1578
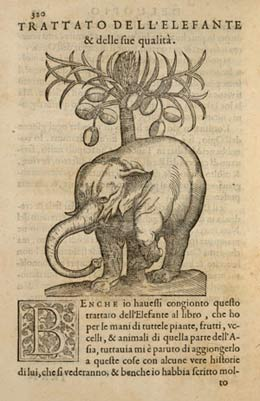
Ilustración de la pág. 320 de la edición de F. Ziletti (Venecia, 1585) del Tractado de las drogas... El último capítulo del libro trata sobre el elefante.
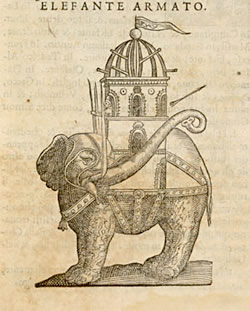
Ilustración de la pág. 321 de la misma edición veneciana: Trattato ... della historia, natvra, et virtv delle droghe medicinali: & altri semplici rarissime, che vengono portati dalle Indie Orientali in Europa.

- La abreviatura «C.Acosta» se emplea para indicar a Cristóbal Acosta como autoridad en la descripción y clasificación científica de los vegetales.[4]